# Donahue
Donahue és una població dels Estats Units a l'estat d'Iowa. Segons el cens del 2000 tenia 293 habitants.

## Demografia
Segons el cens del 2000, Donahue tenia 293 habitants, 103 habitatges, i 83 famílies. La densitat de població era de 332,7 habitants per km².
Dels 103 habitatges en un 35,9% hi vivien nens de menys de 18 anys, en un 71,8% hi vivien parelles casades, en un 4,9% dones solteres, i en un 19,4% no eren unitats familiars. En el 13,6% dels habitatges hi vivien persones soles el 4,9% de les quals corresponia a persones de 65 anys o més que vivien soles. El nombre mitjà de persones vivint en cada habitatge era de 2,84 i el nombre mitjà de persones que vivien en cada família era de 3,13.
Per edats la població es repartia de la següent manera: un 28,3% tenia menys de 18 anys, un 7,2% entre 18 i 24, un 31,1% entre 25 i 44, un 24,6% de 45 a 60 i un 8,9% 65 anys o més.
L'edat mediana era de 36 anys. Per cada 100 dones de 18 o més anys hi havia 107,9 homes.
La renda mediana per habitatge era de 56.250 $ i la renda mediana per família de 63.542 $. Els homes tenien una renda mediana de 43.750 $ mentre que les dones 21.583 $. La renda per capita de la població era de 24.895 $. Entorn del 5,1% de les famílies i l'11% de la població estaven per davall del llindar de pobresa.

## Poblacions més properes
El següent diagrama mostra les poblacions més properes.